# 间岛特设队
間島特設部隊（日语：／，：／）是一支曾存在於滿洲國的朝鮮人部隊。通稱為“間島特設隊”。

## 部隊概要
間島特設隊其前身為於1935年所成立的“朝鮮人國境監視隊”，該部隊解散後併入到國境警察內；1938年12月（一說為“1939年3月”），以其下級士官為骨幹在滿洲國間島省（相當於今中華人民共和國吉林省延邊朝鮮族自治州範圍）明月溝創立間島特設隊，隸屬於滿洲國軍。間島特設隊士兵主要由間島地區所招募的朝鮮士兵組成；隊中營長及部分連長由日本軍官擔任，剩下則由經滿洲國軍官學校所培訓的朝鮮軍官擔任。儘管間島特設隊在名義上隸屬於滿洲國軍，但該部隊實際上的組建、培訓，以及作戰投入都在日本軍隊的控制下。
間島特設隊組建初期由染川一男少校擔任指揮官；部隊由總部機關、第1連、第2連及機槍連組成，總兵力為360人。隨後部隊被改制為2個步兵連和1個機槍連。機槍連為重型武器連，配備了重機槍和迫擊炮以支援步兵連行動；步兵連則由配備ZB26式輕機槍的精銳組成，火力優於日軍平均裝備。儘管它是一支具有殖民軍性質的部隊，但它被賦予了參與日軍對蘇進攻計劃的任務。這是由於1938年所發生張鼓峰事件的教訓；日本計劃在對蘇戰爭中，派遣間島特設隊單獨深入蘇聯境內並進行領土破壞等特種作戰。但在對蘇戰爭計劃未能實現後，該部隊被派往間島地區以應對當地的游擊戰，並以掃蕩當地抗日勢力為作戰目標。
1939年至1941年期間，間島特設隊參與到野副討伐隊的討伐作戰中。因其在剷除朝鮮獨立運動勢力的作戰表現被被日本軍方高度評價為“朝鮮人常勝軍”1945年，由於侵華日軍在中國戰場的情勢惡化，間島特設隊被編入由加藤泊治郎中將所領導的滿洲國軍華北臨時派遣軍（也稱“鐵石部隊”），與八路軍等中國部隊作戰。在中国抗日战争即將結束時，間島特設隊被安排在華北地區從事治安戰。而在抗戰結束後，部隊在金燦圭的帶領下返回沈陽並就地解散；成員部分返回朝鮮半島，而部分則選擇留在中國。
雖然間島特設隊在第二次世界大戰結束後即被解散，但是該部隊的軍官在大韩民国早期的陸軍軍隊中佔據了重要地位。而在大韓民國建國後，他們大多被提拔為團長或上將並積極參與鎮壓韓國本土叛亂及共產黨游擊隊，後來他們也參與了朝鮮戰爭。

## 部隊編制
設立初期，間島特設隊在間島明月溝本部設有副官、醫務、軍需等三個機關辦公室以及步兵連、機槍連等兩個作戰單位。步兵連設有3個內務班，而機槍連則設有2個內務班；當部隊執行作戰任務時，內務班會改編成若干排，而排內還會設立若干班。
1940年3月，間島特設隊完成第二期普通士兵招募後，步兵連、機迫連（即前文所述機槍連）臨時與負責新兵訓練的新兵連構成編制。1940年12月後，間島特設隊改編為步兵第1連、步兵第2連和機迫連；各連下屬3個排，各排下屬3至4個班。此後，間島特設隊編制便如此固定下來，直至被派往熱河省作戰。
從1944年開始，間島特設隊總部成立了副官辦公室，負責監督和管理軍醫、軍需、軍機、通訊、裁縫及無線電等部門。此外，一名專門負責情報工作的軍官被安置在副官辦公室，他直接負責指揮於1944年成立的地方情報小組。
間島特設隊的普通士兵都是朝鮮人，總共進行了7期新兵招募。募兵對象為間島省在住朝鮮男性，年齡為已滿18歲但未滿20歲，需要具有國民學校或普通學校畢業的學力且有日語交流能力。第一期新兵招募了約200人，第二期新兵招募了約100人，第三期以後新兵招募人數約為80人。從第一期到第七期大約有690名普通士兵入伍，但實際上每年都有士兵因患病、志願、退役等原因離開，因此包括指揮官在內的實際人數通常在300人左右。

## 主要成員

### 隊長
|   | 營長姓名       | 軍銜   | 任期                  |
| - | -------------- | ------ | --------------------- |
| 1 | 染川一男       | 少校   | 1938年12月－1940年3月 |
| 2 | 園部市次郎     | 少校   | 1940年3月－1941年秋   |
|   | 橋本清（代理） | 不適用 | 1941年秋－1942年春    |
| 3 | 佐佐木五郎     | 少校   | 1942年春－1943年5月   |
| 4 | 柴田清         | 少校   | 1943年5月－1944年7月  |
| 5 | 藤井義正       | 少校   | 1944年7月－1945年8月  |

### 隊員
| 姓名（創氏改名）                                       | 本籍     | 軍職                        | 任期                  | 特設隊簡歷                                             | 解散後主要經歷                                                                            |
| ------------------------------------------------------ | -------- | --------------------------- | --------------------- | ------------------------------------------------------ | ----------------------------------------------------------------------------------------- |
| 土谷一世                                               | 日本內地 | 步兵第1連連長               | 不明                  | 不明                                                   |                                                                                           |
| 秋葉正                                                 | 日本內地 | 步兵第1連連長               | 不明                  | 不明                                                   |                                                                                           |
| 蓑口仁三郎                                             | 日本內地 | 步兵第1連連長               | ？－1942年            | 不明                                                   |                                                                                           |
| 金燦圭（金澤俊南）                                     | 朝鮮     | 步兵第1連連長               | ？－1945年8月         | 中央陸軍訓練處（中訓）5期。                            | 改名金白一。韓國陸軍副行政參謀長、副作戰參謀長、第1軍軍長；韓戰時死於空難。韓國陸軍中將。 |
| 井澤陸雄                                               | 日本內地 | 步兵第2連連長               | ？－1942年            | 不明                                                   |                                                                                           |
| 伊藤敏明                                               | 日本內地 | 步兵第2連連長               | 不明                  | 中訓6期。                                              |                                                                                           |
| 姜在浩（本郷公康）                                     | 朝鮮     | 步兵第2連連長               | 不明                  | 中訓4期。琿春國境監察隊。1943年2月任光明中學配屬將校。 | 韓國陸軍少校。                                                                            |
| 板尾秀二                                               | 日本內地 | 機迫連連長                  | ？－1945年8月         | 中訓5期。                                              | 1970年代於石川縣羽咋高中擔任勤務。                                                        |
| 金洪俊（金澤洪一）                                     | 朝鮮     | 機迫連連長                  | 不明                  | 中訓5期。                                              | 南朝鮮國防警備隊第4連隊長。1946年9月死於事故。                                            |
| 屋良朝晴                                               | 日本內地 | 總部副官                    | 不明                  | 1940年6月中訓後被分配至特設隊。                        |                                                                                           |
| 石希峰（伊原）                                         | 朝鮮     | 總部副官                    | 不明                  | 中訓5期。日本陸軍士官學校（日本陸士）54期。            |                                                                                           |
| 李元衡（三道正義）                                     | 朝鮮     | 總部副官                    | 不明                  | 中訓4期。琿春國境監察隊。                              |                                                                                           |
| 朴鳳祚（大和成吉）                                     | 朝鮮     |                             | 不明                  | 中訓4期。琿春國境監察隊。                              |                                                                                           |
| 金錫範（金山照）                                       | 朝鮮     | 情報班主任                  | 不明                  | 中訓5期。日本陸士54期。                                | 韓國海軍陸戰隊司令官。                                                                    |
| 馬東嶽                                                 | 朝鮮     | 軍醫                        | 不明                  |                                                        |                                                                                           |
| 申奉均（宇田川義人）                                   | 朝鮮     | 步兵第1連排長               | 1938年12月－1944年2月 | 中訓5期。                                              | 改名申鉉俊。韓國海軍陸戰隊司令官。                                                        |
| 崔楠根（松山）                                         | 朝鮮     | 第1連排長                   | 不明                  | 中訓7期。                                              | 麗水-順天事件後任第4旅團參謀長。因叛亂期間可疑行為被認定為共產主義分子後遭槍決。          |
| 崔慶萬（鶴原武雄）                                     | 朝鮮     | 步兵第2連排長               | 不明                  | 中訓5期。                                              | 韓國陸軍准將                                                                              |
| 金明哲（海原明哲）                                     | 朝鮮     | 步兵第2連排長               | 不明                  | 滿洲國軍官學校（軍校）2期。                            | 改名金黙。韓戰時任第8師團工兵大隊長。韓國陸軍少將。                                       |
| 李集龍（大橋集龍）                                     | 朝鮮     | 機迫連排長                  |                       | 特設隊1期。奉天陸軍訓練学校7期                         | 改名李龍。韓國陸軍少將。                                                                  |
| 太鎔範                                                 | 朝鮮     | 步兵第1連少尉               | 不明                  | 特設隊1期。入隊後中訓8期入學。                         |                                                                                           |
| 孫炳日                                                 | 朝鮮     | 步兵第1連少尉               | 不明                  | 特設隊1期。入隊後中訓9期入學。                         |                                                                                           |
| 尹秀鉉                                                 | 朝鮮     | 步兵第1連少尉               | 不明                  | 特設隊1期。入隊後中訓9期入學。                         | 韓国陸軍兵站監。韓國陸軍准將。                                                            |
| 宋錫夏（武原弘庄）                                     | 朝鮮     | 機迫連                      | 不明                  | 中訓5期。                                              | 韓國陸軍少將。                                                                            |
| 白善燁（白川義則）                                     | 朝鮮     | 機迫連 / 情報班             | 不明                  | 中訓9期。                                              | 韓國陸軍總參謀長。大將。                                                                  |
| 尹春根                                                 | 朝鮮     | 不明                        | 不明                  | 中訓5期。                                              | 韓國陸軍少將。                                                                            |
| 文履禎                                                 | 朝鮮     | 不明                        | 不明                  | 中訓5期。                                              | 軍事英語學校畢業。韓國陸軍中校。                                                          |
| 金龍紀                                                 | 朝鮮     | 不明                        | 不明                  | 中訓6期。                                              |                                                                                           |
| 朴春植（海野春樹）                                     | 朝鮮     | 步兵第1連候補少尉班長       | 不明                  | 特設隊1期。                                            | 韓國陸軍少將。                                                                            |
| 任忠植（石川貞吉）                                     | 朝鮮     | 步兵第2連第1排中士班長      | 不明                  | 特設隊3期。                                            | 韓國聯合參謀本部議長。韓國陸軍大將。                                                      |
| 金東瑾（金森昭雄）                                     | 朝鮮     | 步兵第2連第1排第4班中士班長 | 不明                  | 特設隊3期。                                            | 加入中國人民解放軍。後因暴露其曾服役於日軍而被判入獄7年。                                 |
| 金大植（金山熙）                                       | 朝鮮     |                             |                       | 琿春國境監察隊。                                       | 韓國海軍陸戰隊司令官。                                                                    |
| 洪清波（洪沼清源）                                     | 朝鮮     |                             |                       | 琿春國境監察隊。                                       | 加入朝鮮義勇軍。後為朝鮮人民軍第6師團連長。                                               |
| 朴蒼岩                                                 | 朝鮮     |                             |                       | 不明                                                   | 韓國陸軍准將                                                                              |
| 註：姓名欄底色為黃色者均為間島特設隊創立時的重要成員。 |          |                             |                       |                                                        |                                                                                           |

### 腳註
1. 1 2 3 4  藤田 2004，第189頁.
2. 1 2 3  한승동. . 한겨레신문. 2014-04-23  [2021-11-23]. （原始内容存档于2021-11-23） （韩语）.
3. ↑  藤田 2004，第185頁.
4. ↑  金 2008，第194頁.
5. 1 2 3 4 5 6  飯倉 2021，第144頁.
6. ↑  김 2008，第178頁.
7. 1 2 3 4 5 6  飯倉 2021，第143頁.
8. ↑  김 2008，第177頁.
9. 1 2 3  飯倉 2021，第145頁.
10. ↑  飯倉 2021，第145－146頁.
11. ↑  김 2008，第180－185頁.
12. ↑  白 2013，第96頁.
13. ↑  佐佐木 1976，第45頁.
14. 1 2  飯倉 2021，第209頁.
15. 1 2 3 4  김 2008，第180頁.
16. 1 2 3 4 5 6 7 8 9 10  飯倉 2021，第150頁.
17. ↑  佐佐木 1976，第414頁.
18. 1 2  飯倉 2021，第151頁.
19. ↑  佐佐木春隆.  . 原書房. 1976: 257 （日语）.
20. 1 2 3 4  김 2008，第181頁.
21. ↑   [護國戰歿勇士功勳錄第5卷（創軍期）] (PDF). 軍史編纂研究所: 595.   [2021-11-24]. （原始内容存档 (PDF)于2018-09-23） （韩语）.
22. 1 2  佐佐木 1976，第36頁.
23. ↑  佐佐木 1976，第98頁.
24. ↑  佐佐木 1976，第85頁.
25. 1 2  김 2008，第185頁.
26. ↑  김 2008，第191頁.

### 文獻
- 佐佐木.  . 原書房. 1976 （日语）.
- 徐大肅.  . 御茶之水書房（日语：御茶の水書房）. 1992. ISBN 9784275014221 （日语）.
- 白善烨.  . 草思社（日语：草思社）. 2013. ISBN 9784794219664 （日语）.
- 藤田昌雄.  . 光人社（日语：潮書房光人新社）. 2004. ISBN 9784769811688 （日语）.
- 飯倉江衣.  . 有志舍. 2021. ISBN 9784908672477 （日语）.
- 김주용.  [滿洲地域間島特設隊設立與活動]. 韓日關係史研究 (韓日關係史學會). 2008, 31: 169-199  [2021-11-23]. （原始内容存档于2021-11-23） （韩语）.

## 外部連結
- 간도특설대 분석…“은폐된 역사 진실을 밝혀야 했다” （页面存档备份，存于）
- 歴史の闇にある独立軍討伐「間島特設隊」の実態を分析 （页面存档备份，存于）（日語）